# Yuen Biao
Yuen Biao (nascido em 26 de julho de 1957, em Hong Kong) é um ator chinês especializado em artes marciais.
Yuen Biao estudou na Escola de Ópera de Pequim dos 5 aos 16 anos. Em 1973, Yuen foi dublê de Bruce Lee no filme Enter the Dragon fazendo as acrobacias e truques que Lee não poderia executar. Yuen é grande amigo de Sammo Hung e Jackie Chan, tendo inclusive iniciado sua carreira artística ao lado deles. Yuen Biao é um artista marcial muito ágil. Estudou Kung Fu com os seu grandes amigos Sammo Hung e Jackie Chan. Sendo muitos amigos fizeram o filme Dragon's Forever juntos tendo um grande êxito.

## Filmografia
- A Fúria do Dragão(Fist of fury]] (1972) (dublê e extra)
- Hapkido (合氣道) ou Lady Kung Fu (1972) (dublê e extra)
- Way of the Dragon (1972) (dublê e extra)
- Little Tiger of Canton ou Cub Tiger from Kwang Tung (1973)
- Operação Dragão (Enter the Dragon) (1973) (dublê e extra)
- Kickmaster (1973)
- The Tournament (中泰拳壇生死戰) (1974)
- The Stoner (鐵金剛大破紫陽觀) ou Shrine of the Ultimate Bliss (1974)
- The Himalayan (密宗聖手) (1975)
- Kung Fu Stars (1975)
- Secret Rivals (1976)
- Hand of Death ou Countdown in Kung Fu (1976)
- Shaolin Chamber of Death ou Shaolin Wooden Men (1976)
- Shaolin Plot (1977)
- Snuff Bottle Connection (1977)
- Broken Oath (1977)
- The Dragon, the Odds (1977)
- Secret Rivals 2 (1977)
- The Invinvible Armour (1977)
- Warriors Two (1978) (dublê)
- Dirty Tiger, Crazy Frog (1978)
- Operação Dragão Gordo (Enter the Fat Dragon) (1978) (participação especial)
- O Jogo da Morte (Game of Death) (1978)
- Spiritual Kung-Fu (1978)
- Knockabout (1979)
- Magnificent Butcher (1979)
- O Jovem Mestre do Kung Fu (The Young Master)(1980)
- The Victim (1980)
- Close Encounters of the Spooky Kind (1980)
- Dreadnaught (1981)
- Carry on Pickpocket (1982) (cameo)
- The Prodigal Son (1982)
- Perdedores e Vencedores ou Confronto Terminal (Winners and Sinners) (五福星) (1983)
- The Champions (1983)
- Zu Warriors from the Magic Mountain (1983)
- Projeto China (Project A) (1983)
- Pom Pom (神勇雙響炮) (1984) (cameo)
- Detonando em Barcelona (Wheels on Meals) (快餐車) (1984)
- Estrelas do Kung Fu (My Lucky Stars) (1985)
- Guarda-costas do Inimigo (Twinkle, Twinkle Lucky Stars) (1985)
- Eastern Condors (東方禿鷹) (1986)
- Millionaire's Express (1986)
- Rosa (filme) (1986)
- Mr. Vampire 2 (1986)
- Righting Wrongs ou Above the Law (1986)
- Dragons Forever (飛龍猛將) (1988)
- Picture of a Nymph (1988)
- On the Run (1988)
- Peacock King (1988)
- Miracles (1989) (participação especial)
- The Iceman Cometh (1989)
- Saga of the Phoenix (1990) (cameo)
- Licence to Steal ou Dragon Versus Phoenix (1990)
- Shanghai Encounter ou Shanghai, Shanghai (1990)
- Once Upon a Time in China (黃飛鴻) (1991)
- A Kid From Tibet (1992) (also directed)
- Shogun and His Little Kitchen (1992)
- The Setting Sun (1992)
- Shogun & Little Kitchen (1992)
- Sword Stained With Royal Blood (1993)
- Deadful Melody (1993)
- Once Upon a Chinese Hero ou Kickboxer (1993)
- Circus Kid (1994)
- Don't Give a Damn ou Burger Cop (1995)
- Tough Beauty and Sloppy Slop (1995)
- The Hero of Swallow (1996)
- Dragon from Shaolin (1996)
- Righteous Guards (série de TV) (1998)
- The Legend of A Chinese Hero (1998)
- Millennium Dragon (2000)
- Chinese Hero ou A Man Called Hero (1999)
- Bater ou Correr (Shanghai Noon) (2000) (dublê e coreografia)
- The Avenging Fist (2000)
- Black Rain (filme) (黑雨) (2000)
- No Problem 2 (2002)
- Enter The Phoenix (2004)
- Hero Youngster (2004)
- Real Kung Fu (série de TV) ou Mr Chan Of Fu Shan (série de TV) (2005)
- 3 Ladrões e um bebê (寶貝計劃) (2006)
- Wing Chun (série de TV) (2007)